# Henry Fairfield Osborn, Jr.
Pour les articles homonymes, voir Osborn.
Henry Fairfield Osborn, Jr. (15 janvier 1887 — 16 septembre 1969), fils du paléontologue et géologue américain Henry Fairfield Osborn, est un naturaliste et un protecteur de la nature reconnu. Il fut longtemps président de la New York Zoological Society, aujourd'hui Wildlife Conservation Society (WCS), l'une des plus importantes ONG internationales de protection de la nature.

## La Planète au pillage
En 1948, dans le contexte de l'immédiate après-guerre, Fairfield Osborn, Jr. fait paraître un essai demeuré célèbre, La Planète au pillage. Le livre dresse un réquisitoire sans appel contre l'utilisation abusive de la planète Terre qui est faite par l'humanité.
La couverture intérieure de l'ouvrage américain annonce : « Ce livre - qui a suscité un intérêt notable aux États-Unis - démontre brillamment et sans concessions que nous sommes en train de suivre une voie qui risque de rendre un jour ou l'autre notre bonne vieille Terre aussi morte que la Lune. Il contient la démonstration évidente qu'une dégradation continue de la nature menace la survie même de l'humanité ».
L'auteur développe son propos sur un ton alarmiste : « Aveugle à la nécessité de coopérer avec la nature, l'homme passe son temps à détruire les ressources de sa propre vie. Encore un siècle comme celui qui vient de s'écouler et la civilisation se trouvera en face de la crise finale » (édition française 2008, p.47.). Il fait surtout référence à la question alimentaire : « Le moment ne serait-il pas venu de reconnaître qu'aucune stabilité politique n'est possible si les besoins alimentaires fondamentaux d'un peuple ne peuvent arriver à être satisfaits ?  » (éd. 2008, p. 108.)
De ce livre, Albert Einstein dit : « On sent d’une façon aiguë en lisant ce livre la futilité de la plupart de nos querelles politiques comparées avec les réalités profondes de la vie ». Pour Jacques Grinevald, c'est « Un livre-manifeste qui fait époque : c’est le début du nouvel âge de l’écologie à l’échelle du monde. Un cri d’alarme, au lendemain de la Deuxième Guerre mondiale, trop vite oublié. F. Osborn cite l’idée que l’homme est devenu une nouvelle force géologique. (...) C’est la première génération du catastrophisme écologique, après Hiroshima. » (La Biosphère de l'Anthropocène, Genève, 2008, p.101.)

## Publications
- (en) Our Plundered planet, Boston, Little, Brown and Co., 1948. In-16, (210 × 145 mm), XIV-217 p. / La Planète au pillage… Traduction de l’américain par Maurice Planiol. – Paris, Payot, 1949. In-8°, (230 × 140), 214 p. (Bibliothèque scientifique). Rééd. avec une préface de Pierre Rabhi, Actes Sud, collection Babel, 2008, 18 cm, 214 p.
- (en) The Limits of the earth, Boston, Little, Brown and Co, 1953. In-16 (20 cm), X-238 p.
- (en) Our Crowded Planet. Essays on the Pressures of Population, Garden City, New-York, Doubleday, 1962. 22 cm, 240 p. (sponsorisé par The Conservation Foundation). Rééd. Londres, G. Allen and Unwin, 1963. 22 cm, 192 p. [et] Westport, Conn., Greenwood Press, 1983. 23 cm, 240 p.